# The Fisherboy's Faith
Pour plus de détails, voir Fiche technique et Distribution.
The Fisherboy's Faith est un film muet américain réalisé par Colin Campbell et sorti en 1912.

## Fiche technique
- Titre : The Fisherboy's Faith
- Réalisation : Colin Campbell
- Scénario : Lanier Bartlett
- Photographie :
- Montage :
- Producteur : William Selig
- Société de production : Selig Polyscope Company
- Société de distribution : General Film Company
- Pays de production :  États-Unis
- Langue : intertitres en anglais
- Format : Noir et blanc — 35 mm — 1,33:1 — Muet
- Genre : Film dramatique
- Durée : 10 minutes
- Dates de sortie : 
  - États-Unis : 28 octobre 1912
  - Royaume-Uni : 23 janvier 1913

## Distribution
- Tom Santschi
- Hobart Bosworth
- Herbert Rawlinson
- Frank Richardson
- Anna Dodge
- Bessie Eyton
- Betty Harte